# Berka/Werra
Berka/Werra è una frazione della città tedesca di Werra-Suhl-Tal, nel Land della Turingia.

## Storia
Il 1º gennaio 2019 la città di Berka/Werra venne fusa con i comuni di Dankmarshausen, Dippach e Großensee, formando la città di Werra-Suhl-Tal.